# Paikiniana bella
Paikiniana bella är en spindelart som först beskrevs av Paik 1978.  Paikiniana bella ingår i släktet Paikiniana och familjen täckvävarspindlar. Inga underarter finns listade i Catalogue of Life.